# 丹後ちりめんの女工

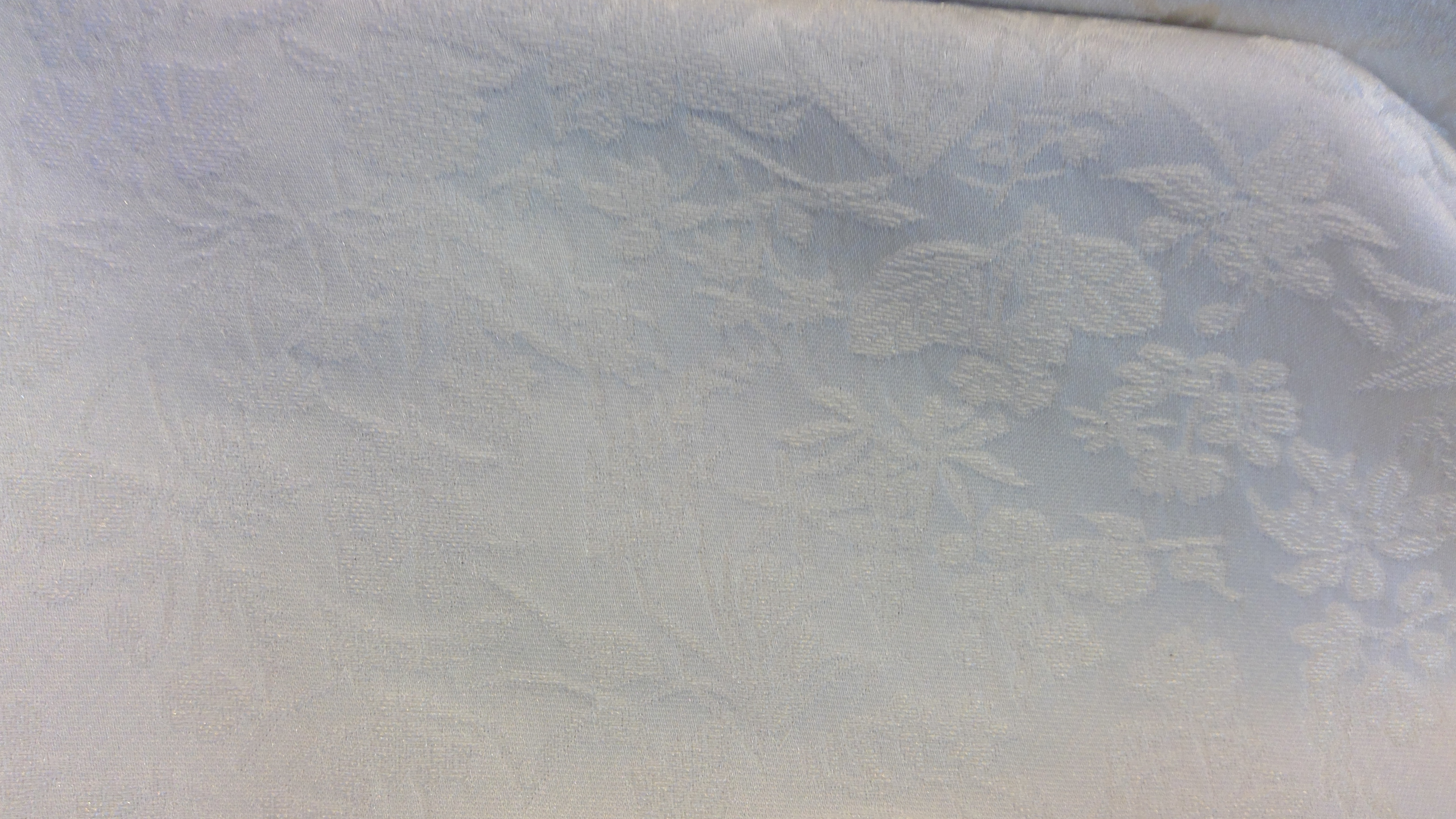
丹後ちりめんで一般的な後染め織物の布地

丹後ちりめんの女工（たんごちりめんのじょこう）では、主に江戸時代の丹後ちりめん発祥から昭和の丹後ちりめん全盛期まで、京都府北部の丹後地方の地場産業である丹後ちりめんの生産を支えた女工について解説する。

## 歴史

### 発祥（江戸時代）
丹後ちりめんは、1719年（享保4年）に始まる数人の開拓者の手で西陣のお召ちりめんをヒントに撚糸技術を導入しスタートした。峰山地域での創職者・森田治郎兵衛、加悦谷地域での創職者3名、いずれも男性であるが、地場産業として発展していくなかで主な労働力は百姓の女性たちであった。男たちは年貢を賄うために野良仕事に出かける必要があり、その妻や娘たちが機女となって家計を支えた。
機音はどんどん広がっていったが、京都西陣機業が出荷制限し、絹問屋は悪質な手口で産地を食い物にしたりと、丹後の機方達は、生産段階でも流通段階でも絞られ、その生活は牛馬の如くで苦労が報われることはなかったという。丹後ちりめんは圧制と搾取の下でも雑草のような根強さで増え続け、丹後半島は次第に活気づいていくが、機を動かし続けた機女の労苦は、公的な記録には痕跡も残されていない。

### 明治時代

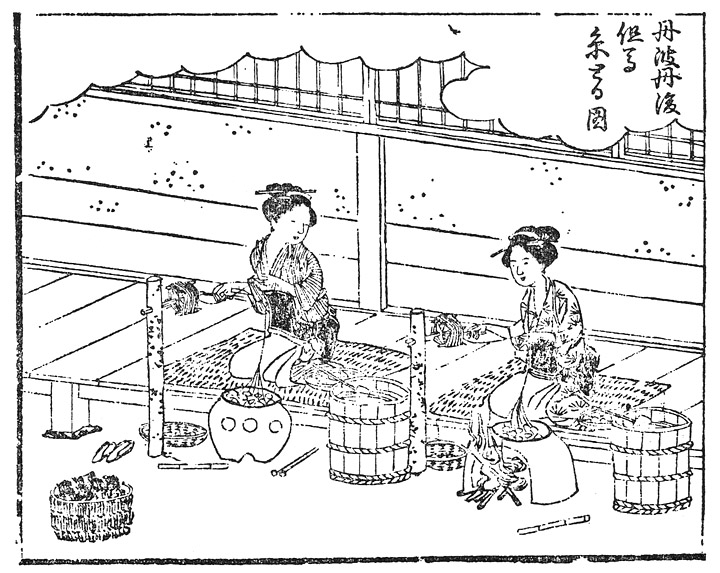
丹後・丹波・但馬地方の江戸時代以前における糸繰り（『養蚕秘録』より）

明治時代から大正・昭和時代は、日本の資本主義は急速に発展していった時代である。その中で、内需向けの織物業で、力織機の導入がゆるやかに進行していった丹後ちりめんは、「織り手さん」と呼ばれる女工が主な労働力であり、他の産地とは様相が異なっていた。西陣では、高度な技術をもつ男性職人が多く従事し、北陸や関東の産地では、輸出織物の大半を占めた羽二重を織っていた。また、明治以降に輸出を目的とした大規模な工場制を導入した製糸業や紡績業とも違った様相であった。
丹後地方の機屋の出発点は、主に農閑期における収入源としてはじめられた農家の副業である。とくに雪深い北部の山間部においては、出稼ぎによる副業が多くあり、男子は酒蔵に、女子は機屋奉公に出るのが習慣であった。また家庭内においても機織りは副業としてあり、機を織る農家は自宅の一隅で1～2台あまりの手機を置き、主にその家の妻や娘が機を織った。明治10年頃までは、機業戸数と機台数に差はほとんどみられない（約1.05倍）。
明治末期になると、平均2台以上（約2.21倍）となり、農業から機業が主体となり、機業専業化していく機屋が増えていった。
副業として機を織った農家は多くが養蚕を行い、自家で糸を紡ぎ、それを用いてちりめんを織ったが、専業化するにつれ生糸を他に買い求め、糸繰や整経、管巻などの織り以前の準備機械はおおむね自家に備え、家族やときには人を雇ってちりめんを織るようになった。
機一台につき必要な労働力は、織手1人として、機先7分、撚糸（車廻し）半人、糸繰半人、緯の準備仕事である貫仕半人に整経と精錬の人手を加えて、4人相当とみられる。明治期の機屋は1台ないし2台の機屋が多かったが、家族の労働力だけでは不足する場合もあり、機数を増やせばその分だけ奉公人を雇い入れる必要があった。明治時代のちりめん機は、ほとんどが手機と呼ばれる手で動かす機で、その織工は丹後半島とその隣接する不毛な農漁村出身の若い女性たちであり、丹後ちりめんの女工は「織り手さん」と呼ばれた。丹後ちりめんの女工の出身は、土地の者か、近郷の丹後地方や但馬地方の年季奉公が多かった。
この時代の丹後地方の機屋では、機を織るのは女性が主体である。自宅で織るほか他家に奉公して機を織ることは、自身と実家の生活費を稼ぐために必要であり、また、機職の技術を習得していればなにかしら職場がみつかり、「食いっぱぐれが無い」という一般の風潮があり、機織りは女性にとって格好の仕事とみられていた。産業という産業のないこの地方では、他地域へ就職するより比較的親元の近くにいることのできる丹後機業は魅力的でもあった。明治維新以降、戦争景気で発展し続けてきたちりめん産業を支えてきた機業労働者の生活は、景気や不景気にかかわらず、女工哀史そのものであったとみる見解もあるが、現代に比べれば過酷な労働条件にあっても、同時代の資本家の鞭の下での紡績工場や製糸工場の女工に比べると、仕事への意識や生活環境の面では多少違いがあったとみられ、『女工哀史』や『ああの麦峠』に描かれたような陰惨な話はあまり伝えられていない。
織り手さんの数は好況時で1万2千人、不況時で5千人とその経済動向で大きな変動を見せたが、人集めは機屋の主人自らが知人のつてや口ききを頼って、織り手集めに奔走した。織り手さんの中には貧しい家計を働いて助けるというより、口減らしで奉公に来ている者もかなりいたという。
京丹後市丹後町に生まれ育った東世津子は、綿密な聞き取り調査の末に1998年に出版した織物産業を支えた女性たちの記録『丹後のはた音』のなかで、明治時代末期に生まれ、大正から昭和時代初期の人生を機織りに捧げた女性たちのことを、前書きの中で以下のように述べている。　

### 大正時代から昭和時代・戦前

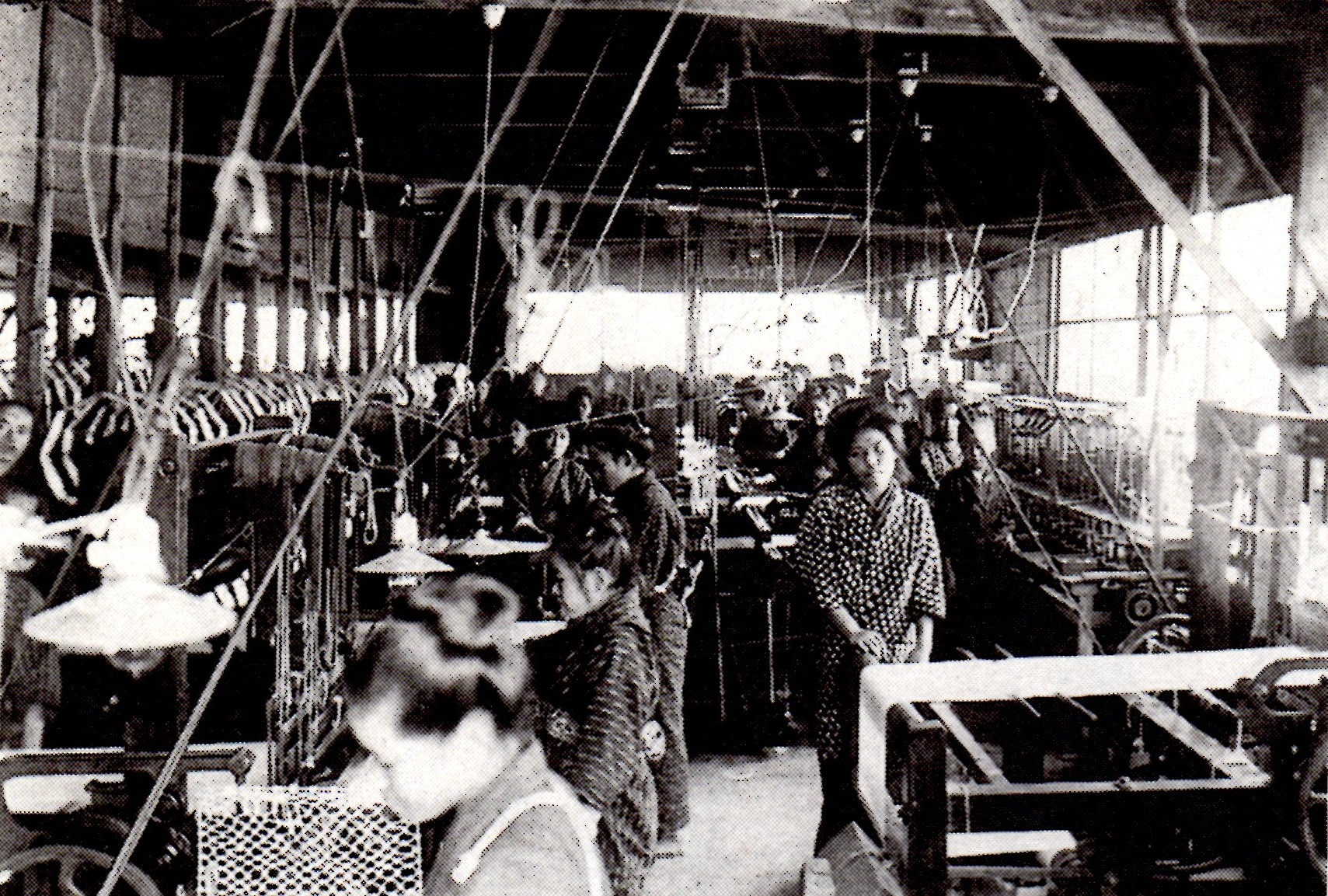
1917年（大正6年）に撮影された機屋内部の様子。

旧加悦町にあった西山機業場の1918年（大正7年）から1924年（大正13年）の職工数の推移をみると、男女比率は1:2で圧倒的に女工が多かったが、製糸や紡績の大工場に比べると男性比率が高いほうであった。ちなみに1918年（大正7年）は86名の職工のうち女性が60名、男性は26名で、1924年（大正13年）には、女性が39名、男性が22名と、女工の数が大きく減少している。この変化は、第一次世界大戦後の不況の影響と同時に、手織から力織機への転換により、織り手の需要が一部で減少したところもあると考えられる。
日本銀行京都支店が、1915年（大正4年）と1925年（大正14年）に実施した丹後機業の実態調査によると、1925年（大正4年）には力織機化がなかなか進まず、需要の多い丹後ちりめんは織機によって廉価に供給することを指導している。このように大正から昭和戦前期には、江戸時代から明治時代のような農家の副業や女性の内職ではなく、機織業が専業化し、かつ手機から力織機へ移行していた。1925年（大正14年）の調査では、丹後地域では織機30台以上を保有する工場が8か所あった。

### 昭和時代・戦後
1946年（昭和21年）、連合国軍最高司令官総司令部(GHQ)の要請でアメリカ向けの洋服地として「丹後クレープ」を輸出していた。西陣から初めて先染織物の出機（賃機）が与謝郡に入り、現在丹後で製織されている織物の起点になっている。これが丹後の女性たちの家内労働の支えとなり、丹後織物の代表的な形態になっている。
この時代の丹後ちりめんの織り手は、ほとんどが賃機と呼ばれる家内工業の女性たちである。1945年（昭和20年）初めまでは機屋に住み込んだ女工たちによって支えられた労力は、労働基準法の実施で1日8時間に制限された。そのため、丹後産地の機業会社では、増産を図るための労力を獲得するために、労働基準法が適用されない下請け家内工業を傘下に設ける必要に迫られた。機業会社は工場から機械を賃機に移すことによって、手持ち労働力の多くを労働基準法による8時間の操業時間制限からはずすことに成功した。親会社は親機、賃機は1反あたりの歩合織り工賃で製織を引き受ける。その関係は親子関係に例えられるが、実際は親機にとって賃機は福利厚生に金を使う心配もない使い捨ての労力であった。「織ったら織っただけ儲かるさかいに」ということで、賃機は手取り額を少しでも増やすために長時間操業を続け、親機はさらに賃機を傘下に増やし、法的に制限のない労力源を形成していった。
丹後産地の事業所は昭和2～20年に175事業所、昭和21〜30年に1302事業所、昭和31〜40年に4599事業所、昭和41〜44年に1056事業所の増加があり、そのほとんどが賃機の増加である。1945年（昭和20年）の事業所総数は465事業所であったのが、1969年（昭和44年）には7422事業所に膨張しており、このうち93.2%が賃機である。賃機の主婦が織り手の主力となっている。丹後の織り手の典型は、地元の中学校を卒業後、機業会社に就職し、同じ会社に勤めていた夫と知り合い、結婚し、身につけた製織技術を生かして下請け賃織り仕事を始める。
昭和36年農業基本法以降、現金収入が少なくなり、牛小屋から牛を追い出し、納屋を改造して機を置いた。1日の労働時間は約13時間。主婦と織り手の1人2役で過労が激しい。5時半起床。朝食の後、午前7時から午後6時まで織機の前で立ち仕事。その間に夫と交代で昼食をかきこむ。夕食後は「ふし取り」という製品の糸のほつれを直す整理作業を行い、午後11時半に就寝。長時間の立ち仕事で足が棒になる。月収約10万円、夫と2人で働いた分としては決して高収入とは言えない。そしてはし織れ（糸が切れたのに気付かず、傷物になった物）を出すと下請け織り仕事の受注先の機業会社から織り工賃がもらえない。ひどいはし織れなら、絹糸の損害を支払わなければならないこともある。大抵は、はし織れを安く売り払って、損害の穴埋めをする。
丹後では女性たちの間に犠牲的に労働に従事することを美徳とする風習が残されている。姑たちは嫁たちによく働くことを見習わせ、嫁は身体を粉にして働くことをあたりまえとするようになった。丹後の女性は、過酷な労働に従事することを誇りとするようにさえなる。寸暇を惜しんで、機を織った女性達のおかげで、当時、丹後地方の家庭にはカラーテレビや電気掃除機など、あらゆる電化製品が他の地方よりそろっていたという。丹後地方に最初に入った電化製品は、電気洗濯機と電気炊飯器だった。

### 昭和の織物争議
当時の丹後地域の賃金は日本一低い賃金であった。全国労働者の平均賃金が2万9千円、また同じ京都府内の西陣織物の労働者の賃金は一台持ちで1万6千円、2台持ちで2万3百円。対して丹後織物労働者の平均賃金は6千5百円（時間給35円）。低賃金に対する労働者の切実な要求が高まり、安保闘争や町職労組の賃金闘争等の影響もあり、織物労働者の労働組合が結成され織物争議が起きた。
| 年月日                     | 内容 |
| -------------------------- | --- |
| 1959年（昭和34年）4月      | 最低賃金法が制定。 |
| 1960年（昭和35年）～1961年 | 網野町（網野・浜詰・三津）、丹後町（間人）、弥栄町（和田野・木橋・鳥取）、大宮町（周枳・河辺・口大野・奥大野・善王寺）、与謝野町（岩屋・野田川下山田）の各地域に織物労組が結成された。峰山地域には労働組合は結成されず、織物争議は起こらなかった。 |
| 1961年（昭和36年）2月      | 丹後において、業者間協定に基づく最低賃金制（1日224円）が制定された。 |
| 1961年（昭和36年）4月      | 与謝郡加悦織物労組が1日70円の賃金アップを求めて無期限ストライキを起こした。9日間のストライキの末、67円で妥結した。 |
| 1961年（昭和36年）5月16日  | 丹後織物網野労組が時間給30%アップを要求し無期限ストライキ。1か月余りの紛争になり、結果時間給45円、一時金2千円プラスで妥結。 |
| 1961年（昭和36年）8月10日  | 大宮町の丹後織物周枳労組が、夏期の一時金1.8か月分の要求をし、22日間の長期ストライキを起こす。結果1.5か月プラス500円の夏期一時金と時間給45円で妥結。                                                                                                |

## ちりめん女工の仕事と賃金格差
機織りという作業は女性の仕事と思われがちだが、ちりめんを生産する工場では女性が担当する工程と男性が担当する工程は明らかに違っていた。大正時代の実際の縮緬工場の職種別作業員の詳細を下に示す。女性が66名で男性が37名が働いていたが明らかに男女によって従事した工程が異なる。
| 工程                           | 男性 | 女性 | 作業内容                                                                     |
| ------------------------------ | ---- | ---- | ---------------------------------------------------------------------------- |
| 見習・機先・準備               |      | 14   | 補助作業                                                                     |
| 追廻                           | 1    |      |                                                                              |
| 糸繰                           | 8    | 1    |                                                                              |
| 糸繰・整経・糊付・糊付見習い   | 6    |      | 糊は季節や糸の状態に合わせて微妙に調製する必要がある熟練作業なので男性が担当 |
| 緯糸合・管巻見習・管巻         |      | 7    | 次工程の撚糸の準備作業                                                       |
| 管巻指揮・撚糸・糊付           | 6    |      |                                                                              |
| 織人                           |      | 33   |                                                                              |
| 整理                           | 1    |      |                                                                              |
| 刺繍                           | 8    | 6    |                                                                              |
| レース・力織機見習・力織機監督 | 5    |      | 機械作業は男性が担当                                                         |
| 職人                           |      | 3    |                                                                              |
| その他                         | 2    | 2    |                                                                              |
| 合計                           | 37   | 66   |                                                                              |

## 機屋（奉公先）でのくらし
明治時代は電灯もなく、行灯やランプのあかりに頼る生活であった。夏は生糸が乾燥を嫌うため戸を閉めきり、冬は火鉢一つ、それも起した炭火に灰をかぶせて保温時間を持たせるというのが普通であった。そういう中で朝4時半頃に起きて拭き掃除をし、朝食を短時間で済ませ、5時頃には機を織り始めた。全身汗まみれになって重たい手機・足踏み機を操作する重労働であったが、俗に「タバコ」と呼んだ休憩時間は、昼食時は30分から40分で、線香1本が灯っている間とされていた。途中の休憩は朝、昼、夜の3回20分ほどで、夜はだいたい21時から22時頃まで働いていたようである。実働時間は15時間を越すのが普通であったため、女工たちは近所に自宅があっても奉公先に泊まり込んでいた。
女工は、奉公している間は最低限の生活は確保されていた。機屋の食事は、朝は麦と米が1:1で混ざった麦飯に、たくあんや菜っ葉の漬物、味噌汁で、昼食は朝食と同じような物に時々野菜の煮物が加わることがあった。夕食もほとんど同じで、魚などが月に1～2回出た。明治初年までは主食は麦飯ではなく、アラメ飯・大根飯・干葉飯などであった。入浴は5日目ごとの「宵間（ようま、またはよんま）」で、夜業を休む日などに限られていた。
奉公人の雇用期間は半期で、1年間を区切りとした。最初は管巻を習い、1～2年で機先、2〜3年でやっと織り手となり、丹後機業の担い手となった。給金などの待遇は、機屋主人の一存で決められた。盆と正月には数日間の休暇をもらい、半期分の給金と、働きに応じて支給される下駄・ネルの腰巻き・木綿の反物などのいわゆるボーナスをもらって、家に帰った。給金からは住み込みの食費、布団代、雑費などを差し引かれて、半期間分で最高100円から40～50円、機先で20円程度であった。女工の親は、持ち帰った給金を神棚に上げて拝んだという。子守の給金は半期間でせいぜい3～4円、盆、暮れに下駄の1足も付けば上等であった。
女工の雇い入れも盆と正月に行われ、雇い主はその時期になると、土産物を下げて奉公人の家を訪問し、他の業者に引き抜かれないようにした。この風習は昭和に入っても続いた。

## 健康問題
丹後ちりめんの全盛期といわれた昭和40年代、丹後地方では、出産間近の妊婦が大きな腹をかかえながら1日10数時間もの長時間労働に就き、出産直前まで織機を動かし続けた結果、胎児に悪影響を及ぼす例が多発した。未熟児出生率、乳児死亡率、人工妊娠中絶者は、全国的にみても上位を記録している。子どもの誕生を心待ちにしたくとも、周囲からは労働力として期待される風潮もあり、乳児の世話をする時間も惜しみ子守りに出す家庭まであった。子どもにとっては子守に託されればまだましな方で、多くの子どもは杼の音が10数時間も響き続ける作業場の隣の部屋で、ほとんど放置の状態で寝かされていた。子どもが泣いても約100ホンの騒音にかき消され、丹後の子守唄は機音であったとも言われている。
この当時、機業で働く主婦の労働時間は、一般商店の主婦に比べて1.8倍である。1968年（昭和43年）の峰山保健所の調査では1日9時間から15時間の労働実態の女性が57％をこえている。1日16時間から18時間従事する女性も8％をこえる。労働に追われ、食事の調理時間を減らし、手っ取り早く既成の惣菜やインスタント食品に頼り、栄養状態にも偏りが生じた。峰山保健所が昭和41年に行った調査によると、摂取熱量とカルシウム、ビタミンA、B1、B2、Cの不足が甚だしいことがわかる。長時間労働と、栄養不足が主婦の健康を破壊し、通風や採光の悪い、地下鉄並みの騒音の中で、大部分の機業主婦は「体がだるい」「足がむくむ」「腰が痛い」と自覚症状を訴えている。
京都府は、昭和40年より年齢25歳から50歳までの零細機業婦人約8000人を対象に「北丹機業地母性特別対策」として保護対策を始めた。アンケート調査、健康相談、栄養講座、訪問指導、母体に関する映画上映を実施した。

## 就学状況
明治時代は、貧しい農家にとっては、幼い子供の小学校に通わせるよりも家事手伝いや子守りをさせることが当たり前のような時代であり、後に機屋のお内儀さんと呼ばれるような栄進をした人の中にも、明治時代育ちの人は形だけ小学4年出ているとはいえ、文字の読み書きが満足にできない人もいた。
明治31年の機業地域の非就学率は、与謝郡で男子8.5%に対し女子39.4%、中郡で男子11.9%に対し女子57.8%、竹野郡で男子10.3%に対し女子63.9%、熊野郡で男子8.8%に対し女子51.9%と、圧倒的に女子の就学率が低い。この状況はこの後数年で劇的に改善され、明治35年には与謝郡で男子1.6%に対し女子10.1%、中郡で男子0.5%に対し女子1.7%、竹野郡で男子1.7%に対し女子11.7%、熊野郡で男子2.8%に対し女子10.0%と、男女どもに就学率が高くなっているが、男子の非就学率が2%を切ったのに比べると女子の非就学率はほとんどの地域でまだ10%以上と高く、唯一、中郡でのみ女子の非就学率が近隣他群に並ぶ1.7%まで改善されていた。